# 细花薹草
细花薹草（学名：Carex tenuiflora）是莎草科薹草属的植物。分布于蒙古北部、亚洲、朝鲜北部、欧洲、北美洲、日本以及中国大陆的内蒙古、吉林等地，生长于海拔900米的地区，多生于沼泽地，目前尚未由人工引种栽培。